# Птицы Волгоградской области (Курообразные)
Фауна курообразных (Galliformes) Волгоградской области включает четыре вида.

## ОтрядКурообразные(Galliformes)
| Семейство Фазановые (Phasianidae) |                                        | |
| Подсемейство Фазаны (Phasianinae) |                                        | |
| Род Перепела (Coturnix)           |                                        | |
|                                   | Обыкновенный перепел Coturnix coturnix | Обычный гнездящийся вид. Осенью откочёвывает на юг. |
| Род Тетерева (Lyrurus)            |                                        | |
|                                   | Тетерев-косач Lyrurus tetrix           | Занесён в Красную книгу Волгоградской области. Очень редок. В области обитает только в Жирновском районе на территории охотничьего резервата Тетеревятский и в урочище Синяя гора. |
| Род Куропатки (Perdix)            |                                        | |
|                                   | Серая куропатка Perdix perdix          | Обычный гнездящийся и зимующий вид для региона. Встречается в том числе на окраинах Волгограда.                                                                                    |
| Род Фазаны (Phasianus)            |                                        | |
|                                   | Обыкновенный фазан Phasianus colchicus | Гнездится и зимует на территории области. |